# Ászana

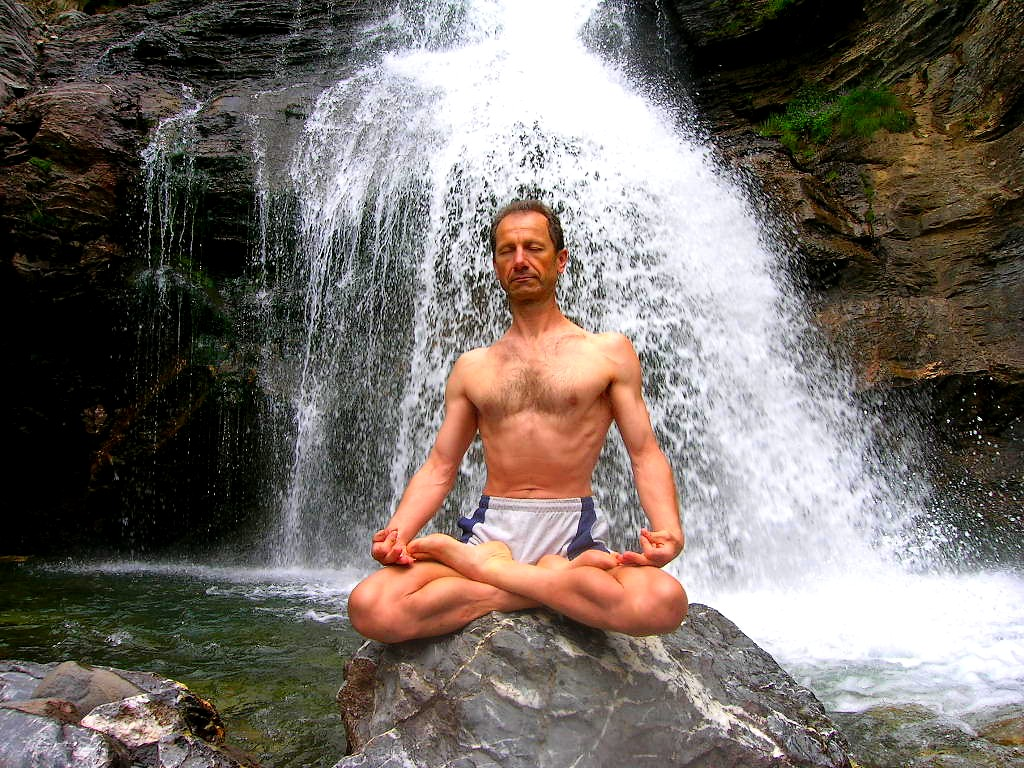
Padmászana vagy másképp a Lótuszülés

Az ászana szanszkrit szó (आसन), jelentése: elhelyezkedés, kitartás, testtartás, illetve stabil, kényelmes póz, ülésmód. A pózokhoz tartozó kéztartásokat, kézmozdulatokat mudráknak nevezik, de a mudrát rendesen a pózzal együtt szokták általában ászanának mondani. Az ászana a klasszikus nyolctagú (astánga) Rádzsa jóga rendszerének a harmadik lépcsőfoka. 
Az ászanák (ülések, testtartások) letisztult formájukban olyan testhelyzetet jelentenek, amelyek a tökéletes testi-tudati egyensúly megteremtésével készítenek elő a mély meditációra. Az ászana ezért sokkal több, mint egymást felváltó testi pozitúrák sorozata. Az ászanák sokat vitatott statikussága nem más, mint a végtelenség tükröződése a testi pozíció felvételében.
Az ászanák egymásra épülő és egymásból következő gyakorlatsort jelentenek, amelynek során a tudat koncentráltsága állandósul. Alapvetően fontos az ászanák megadott sorrendben való gyakorlása, illetve az egyes pozitúrák optimális ideig való kitartása. Ebben a tekintetben jelentős eltéréseket mutatnak az egyes szerzők által kiadott könyvek.

## Típusai
"Annyiféle jóga-ászana van, ahány teremtett lény él a földön. Közülük 84 testi pozíciónak van különleges jelentősége. Ezeket is megvizsgálva legfontosabbak a lótusz- és féllótuszülés."
A jógával foglalkozó különböző könyvek számos testtartást részletesen megadnak. Például a Hatha-jóga-pradípiká 14-et ír le, a Jógapradípa 21-et, a Visva-Kósa 32-t, az Anubhava-Prakása 50-et. Mindazonáltal mindannyian megegyeznek abban, hogy a fő testtartások száma 84, megengedve természetesen apró technikai különbségeket közöttük.
Az ászanák két nagy csoportra oszthatók:
- meditációs pózok
- az egészséget és életerőt növelő pózok

A jógaírások szerint öt kitűnő meditációs póz létezik, amelyek kedveltek a jógik körében:
- Sziddhászana (Tökéletes ülés)
- Padmászana (Lótuszülés)
- Szvasztikászana (Szerencsés póz)
- Szukhászana (Könnyű ülés)
- Vadzsrászana (Gyémántülés)

## Működéselmélete
A testgyakorlatok (gimnasztika) elvonják az életerőt, az ászanák viszont újratöltik a pránát és egyenlő mennyiségben osztják el az egész testben, annak minden szervrendszerében. Céljuk, hogy alaposan átmozgassák és stimulálják a belső szerveket: a pajzsmirigyet, májat, lépet, hasnyálmirigyet, beleket, szívet, tüdőt stb. Erősítik azokat, serkentik és harmonizálják a működésüket az akupresszúra hatásához hasonlóan: nyomáspontok alakulnak ki, majd azok felszabadulnak az ászana elengedésekor, és ekkor fokozott áramlás jön létre, a terület felfrissül, úgymond "átmosódik". Ezért nagyon fontos az ászanák utáni relaxáció, vagyis pihenés, mert az ászana a jótékony hatását ilyenkor fejti ki. Az ászanák azonban nem pusztán fizikai gyakorlatok. Megteremtik a mentális egyensúlyt, segítenek uralkodni az érzelmeken és jótékony hatásuk spirituális szinten is megmutatkozik. Legfőbb céljuk, hogy felkészítsük a testet a jóga magasabb rendű folyamatainak végzésére és hogy mindezekhez megfelelő mentális állapotot biztosítsunk.
Az ászana egy olyan "mozdulat", amely a test, a légzés, valamint a tudatállapot összehangolásán át törekszik az önszemlélet szakrális mozdulatlansága felé. A gyakorlat közben a tudat mindvégig megőrzi és fenntartja a test fölötti abszolút éberséget. Ez a tudatosság korlátozódhat a testnek egy adott pontjára, de kiterjedhet az egész testre is. Az ászanák lassú, harmonikus végrehajtása növeli a koncentrációt, a test izomműködése és a lélegzés folyamata harmonikus egységbe olvad. Ez adja meg a gyakorlatok esztétikussága mellett, a külső és belső tartalom egységét – a jógát.
Akkor helyes az ászana, ha az ember nem találja megerőltetőnek és teste szilárddá, nyugalmassá válik benne, teljes egyensúlyra jutva.

### Padmászana (Lótuszülés)

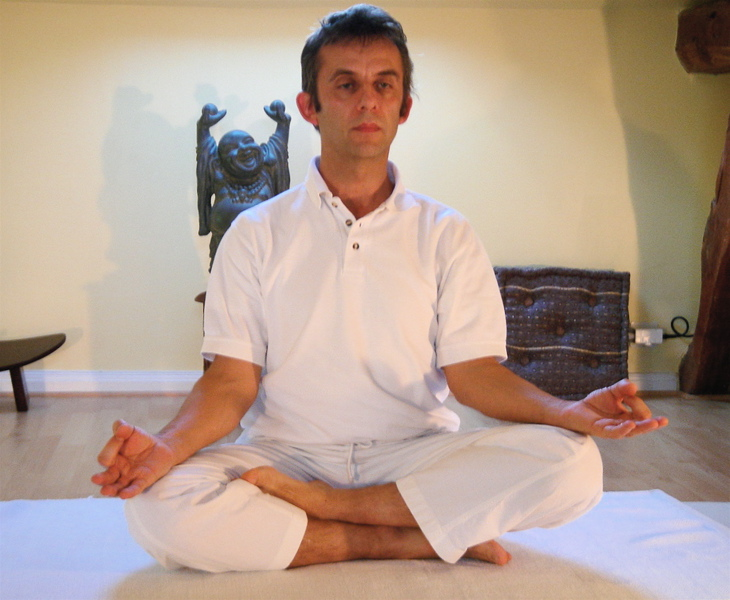
Szukhászana

Végrehajtása: leülünk a földre, jobb lábunkat bal lágyékunkra fektetjük, bal lábunkat a jobb lábunk felett jobb lágyékunkra helyezzük. Minél hátrébb, a has mellé fektetjük lábunkat, annál könnyebben sikerül. A lótusz Indiában a telki tisztaság és a kiteljesedett öntudat szimbóluma. Ahogyan a makulátlan hófehér lótusz érintetlenül lebeg a mocsaras vizek fölött, úgy lebeg a jógi tiszta lelke a testi vágyaktól érintetlenül az alantas testi ösztönök minden kísértése fölött. Ez a testtartás tökéletes egyensúlyával és elszigeteltségével is utánozza a lótuszt. Testünk tökéletes szimmetriája fokozza az erőelosztások harmóniáját. Pozitív és negatív áramaink egyensúlyát ez a testtartás – a légzőgyakorlatokkal párosítva – megőrzi, fokozza és rendbe hozza. A padmászana a legalkalmasabb testtartás az ülő helyzetben végzett légzőgyakorlatokra. Tudatosan összpontosítjuk magunkat az mellünk közepére, egyenletes légzéssel mozdulatlanul ülünk, nem engedjük gondolatainkat szabadon száguldozni, hanem akaratunk alá kényszerítjük őket. tudatosan rengeteg teremtő erőt raktározunk el magunkban. Képzeljünk el egy nagy folyót, mely elé hirtelen gátat vetünk. A folyó felduzzadásában irtóztató erő rejlik. Ugyanígy a jógázó látszólagos tétlenségében azzal, hogy gondolatait fegyelmezi, megfékezi és visszatartja a kiáramló teremtőerőt. Tehát a nem gondolkodás, nem beszélés és nem cselekvés által hatalmas pozitív erőt tartalékol.
Gyógyító hatása: testi-lelki stabilitás, az idegrendszer általános megnyugvása. Hatása aszerint változik, hogy milyen légzőgyakorlattal kapcsoljuk össze.

### Sziddhászana (Tökéletes ülés)
Végrehajtása: leülünk a földre, bal lábunkat, mint törökülésben, magunk előtt a földre fektetjük, jobb lábunkat a bal lábunk fölé helyezzük úgy, hogy lábfejünk combunkon nyugszik. Akinek a padmászana nem megy vagy megerőltető, az helyette sziddhászanát, (más néven féllótusz) gyakorolhat. Lelki elmélyülésre alkalmas testtartás. Gyógyító hatása: ugyanaz, mint a padmászanának.

## Nevei
Az ászanák nevét összetett szó alkotja, például: savászana=hullapóz; matszjászana=halállás; budzsangászana=kobraállás – az elejét a testtartás elnevezése, a végét az "ászana", vagyis pózt, állást, vagy ülést jelöl. A jóga ellentétben a többi testmozgással a pozíció kitartásán alapszik. Ez néha elég nehéznek bizonyul, ezért elsősorban lazítani és lélegezni kell megtanulni.

## Kitartása
A jóga lényege nem a dinamikus mozgásokban van, hanem a statikus kitartásokban. Viszont nem minden ászana tartható ki ugyanannyi ideig, sőt, szinte minden ászana kitartásának az ideje különböző. Vannak nehezebb gyakorlatok amelyek csak rövidebb ideig, és vannak könnyebbek amelyek még egy kezdő számára is könnyedén kitarthatóak akár több percig is. Minél gyakorlottabb a jógázó annál tovább tudja kitartani az ászanát, például a fejenállást eleinte csak néhány másodpercig bírjuk, míg rendszeres gyakorlással néhány hónap után hosszabb ideig is képesek leszünk megtartani.

## Galéria

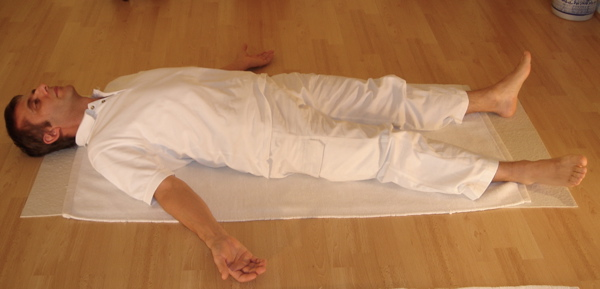
Savászana – Relaxációs póz
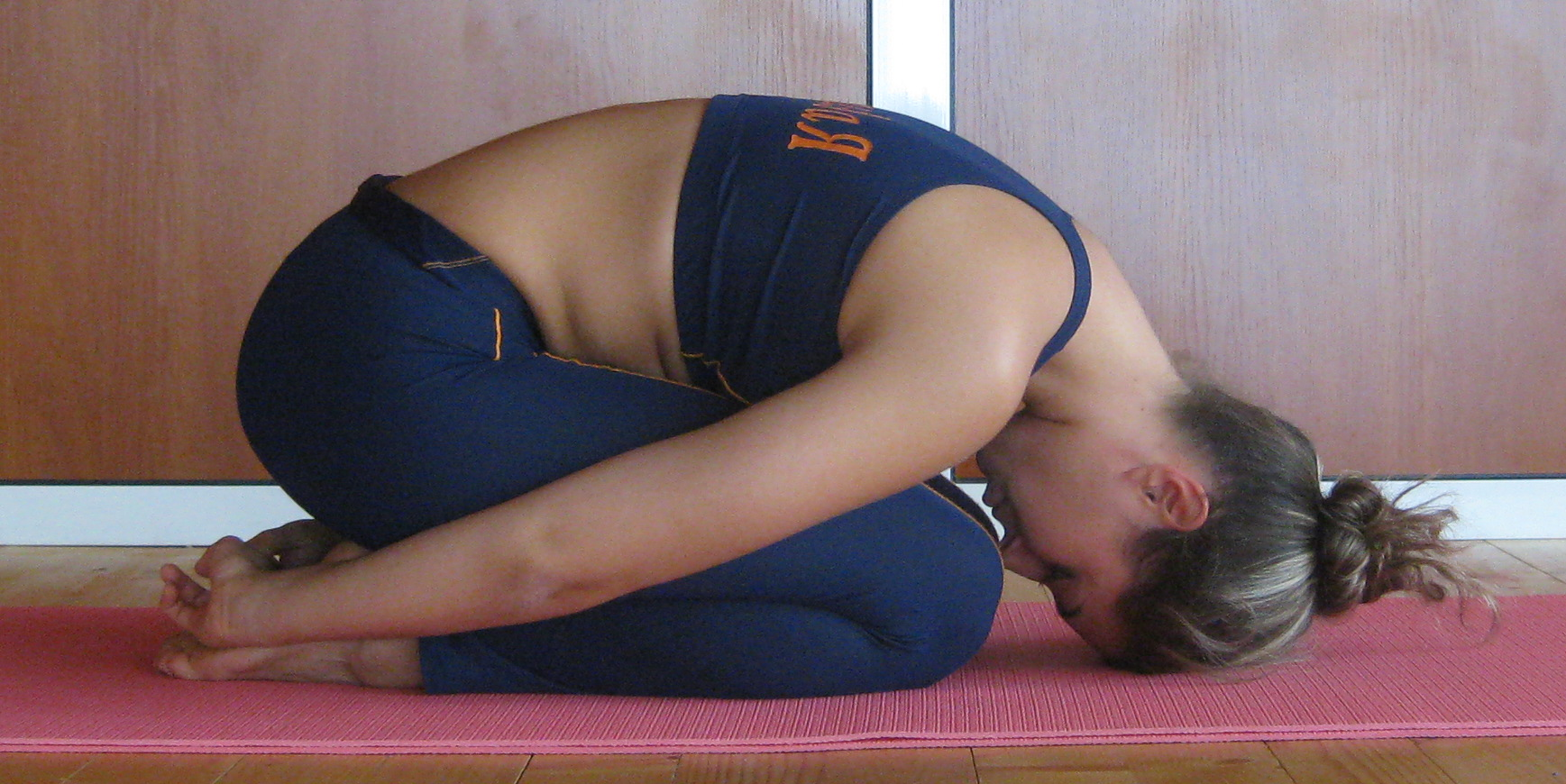
Balasana – Babapóz
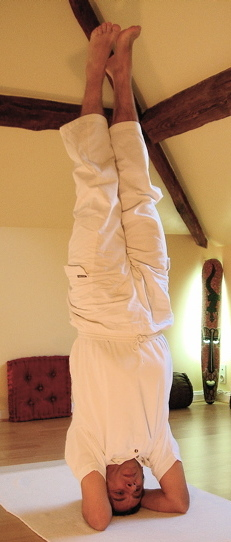
Sirsászana – Fejenállás
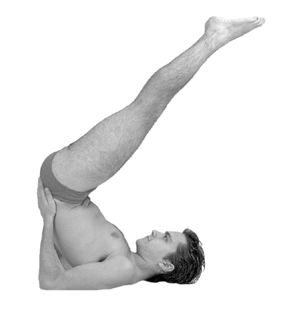
Viparita Karani Mudra – Félgyertyaállás
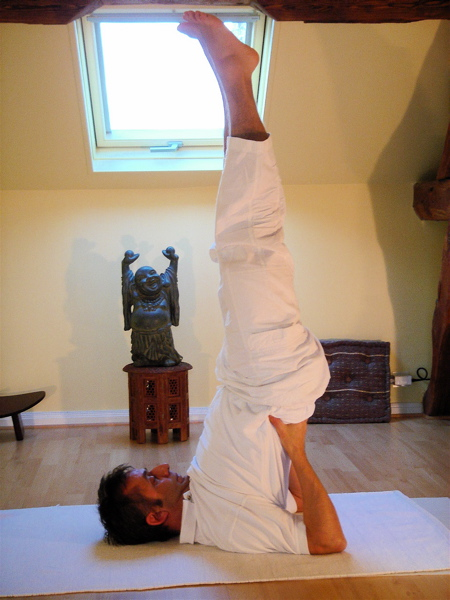
Szarvangászana – Gyertyaállás
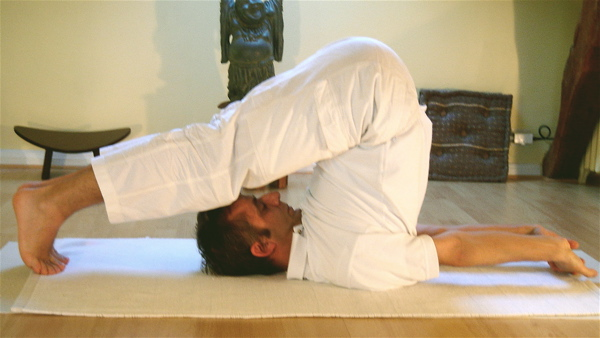
Halászana – Ekeállás
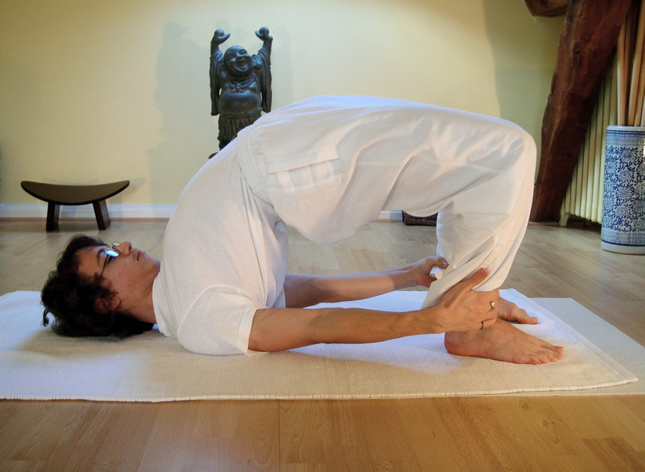
Szétubandászana – Hídállás
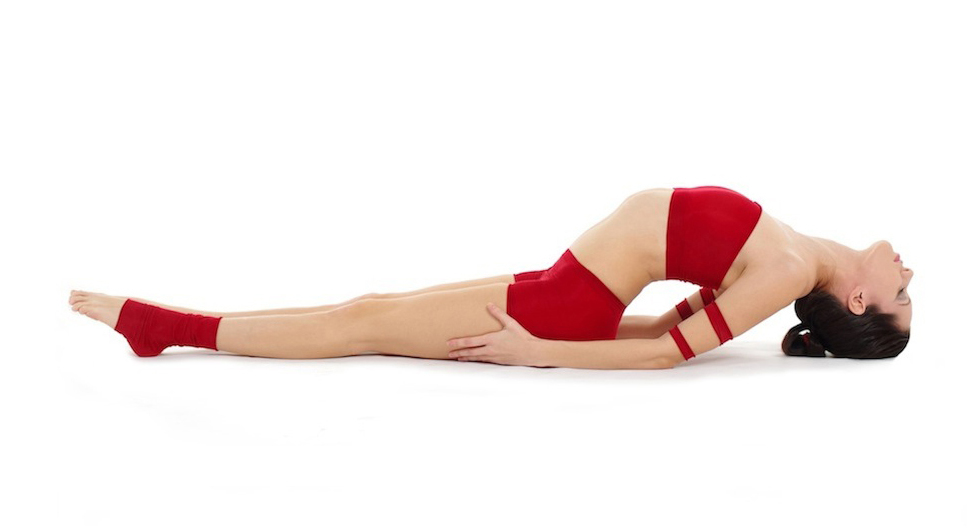
Matszjászana – Halállás
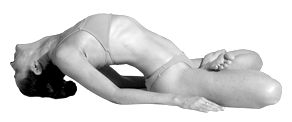
Padma-mátszjászana – Lótusz-halállás
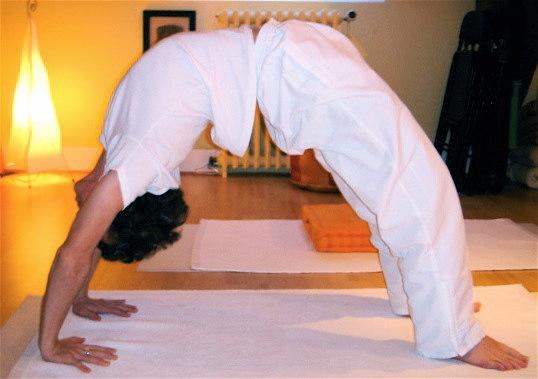
Csakrászana – Kerékállás
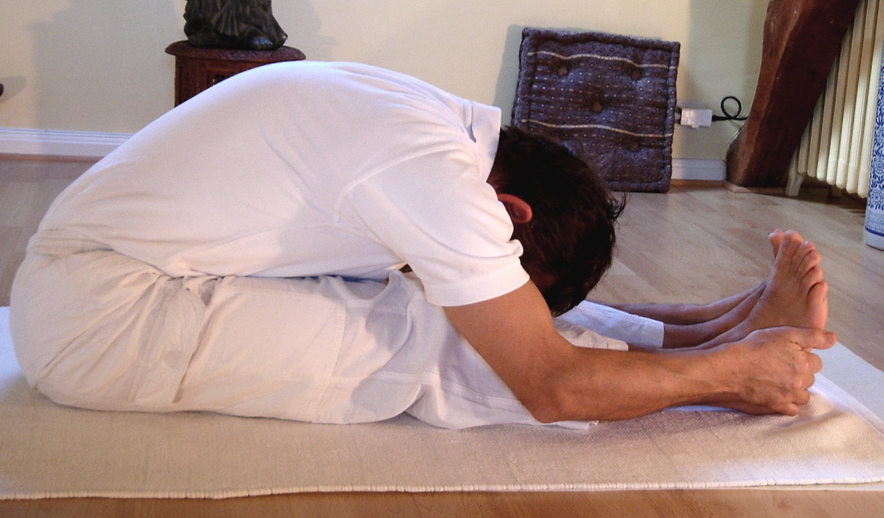
Pascsimottanászana – Ülésből előrehajlás
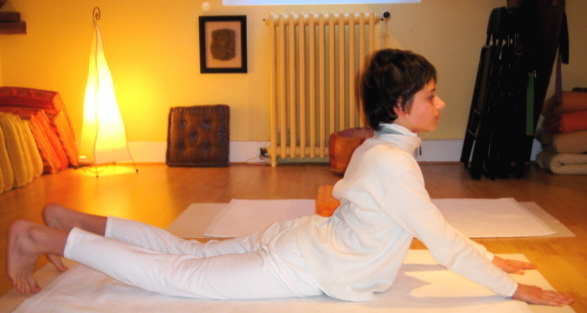
Budzsangászana – Kobraállás
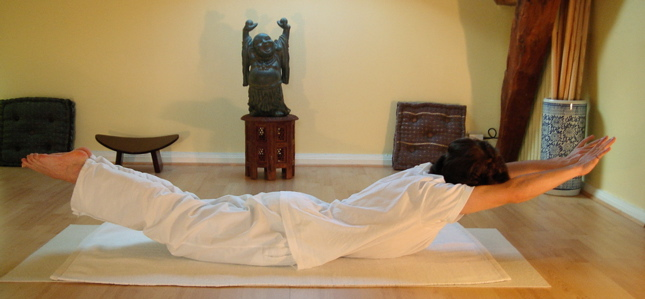
Salabászana – Sáskaállás
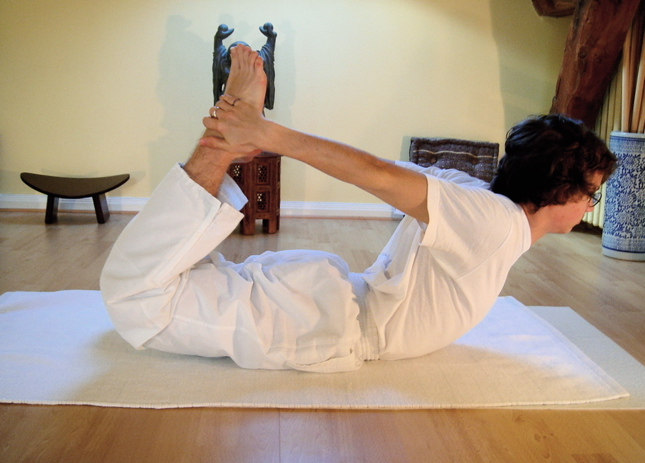
Dhanurászana – Íjállás
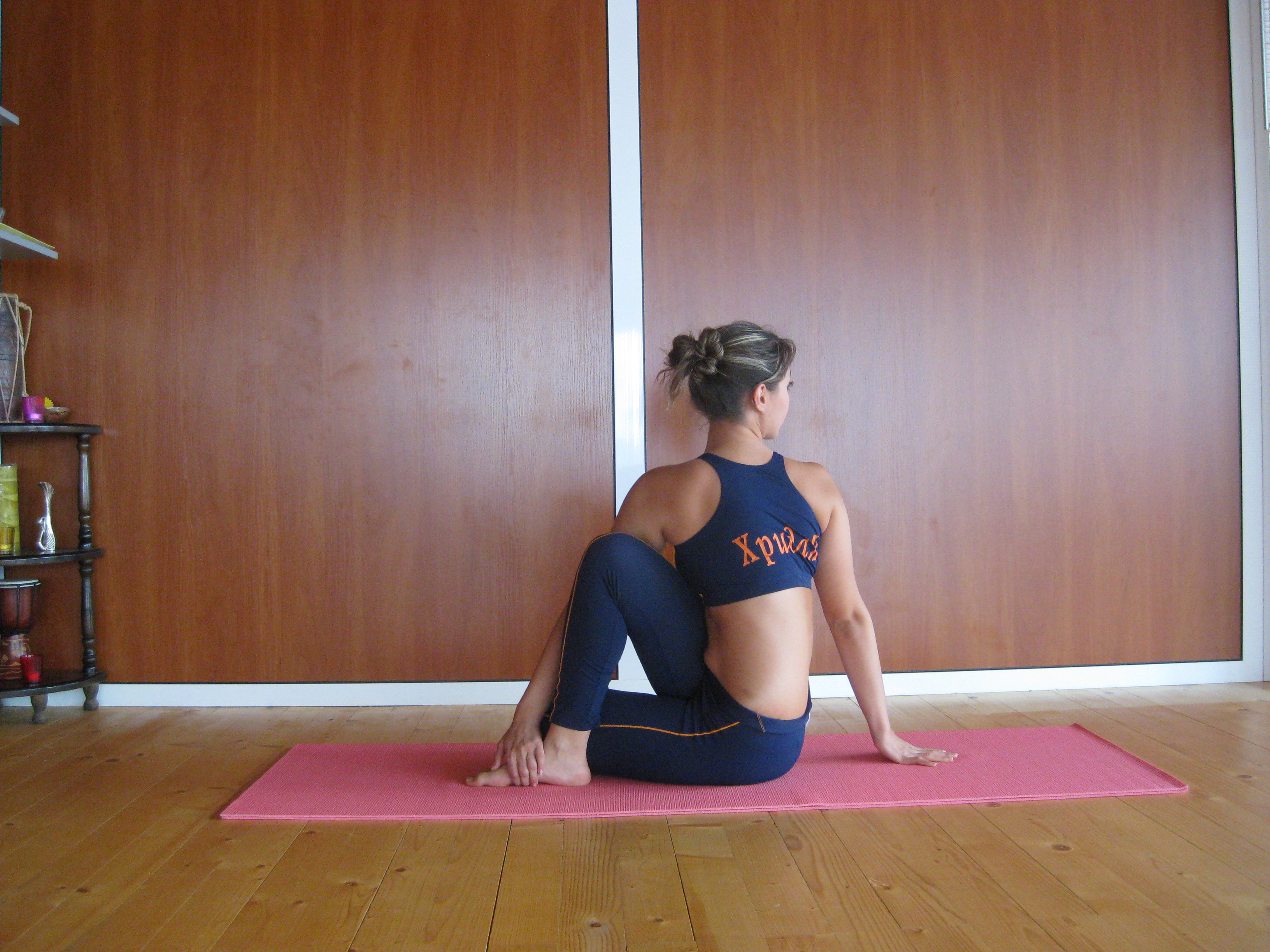
Ardha Matszjendrászana – Félgerinccsavaró gyakorlat
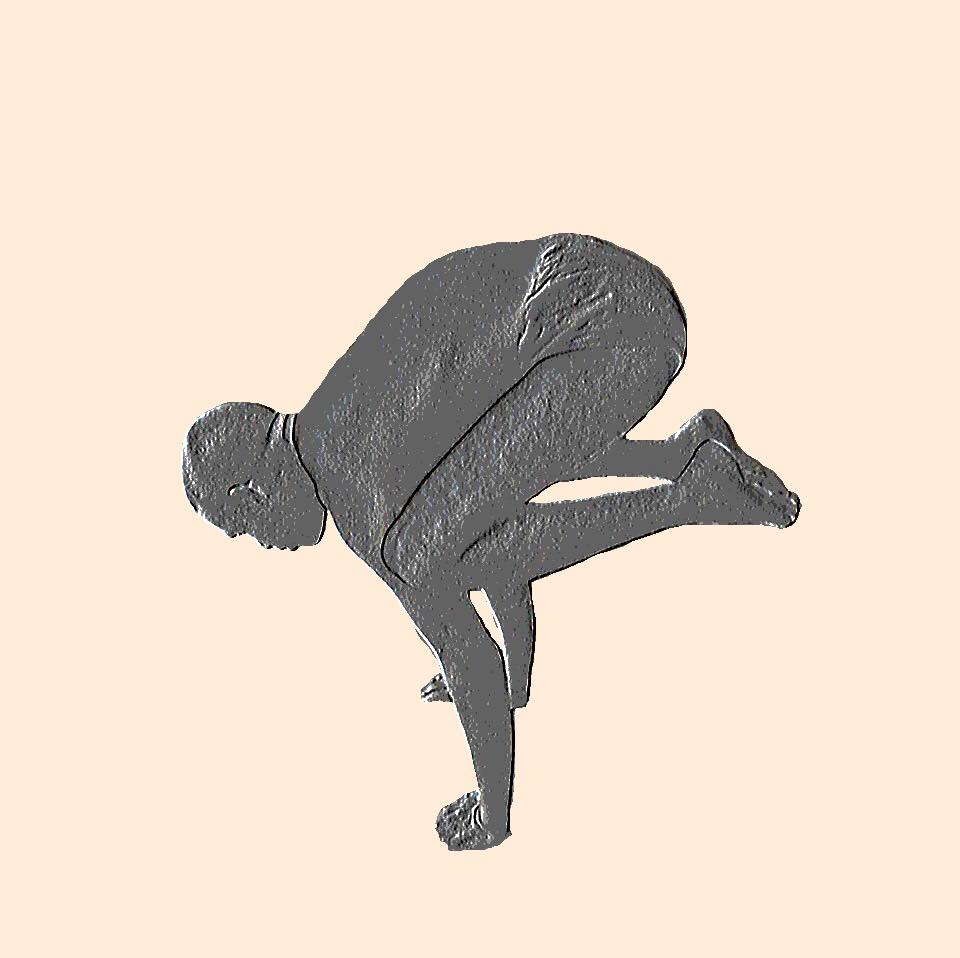
Kakászana – Varjúállás
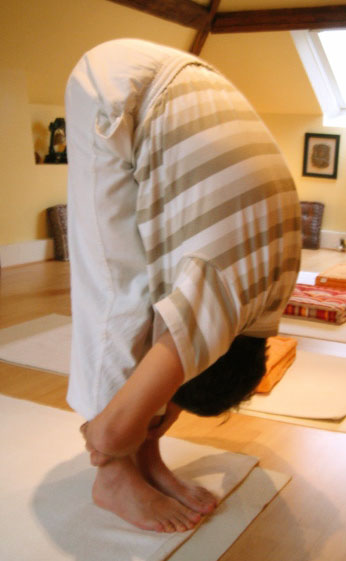
Pádahasztászana – Állásból előrehajlás
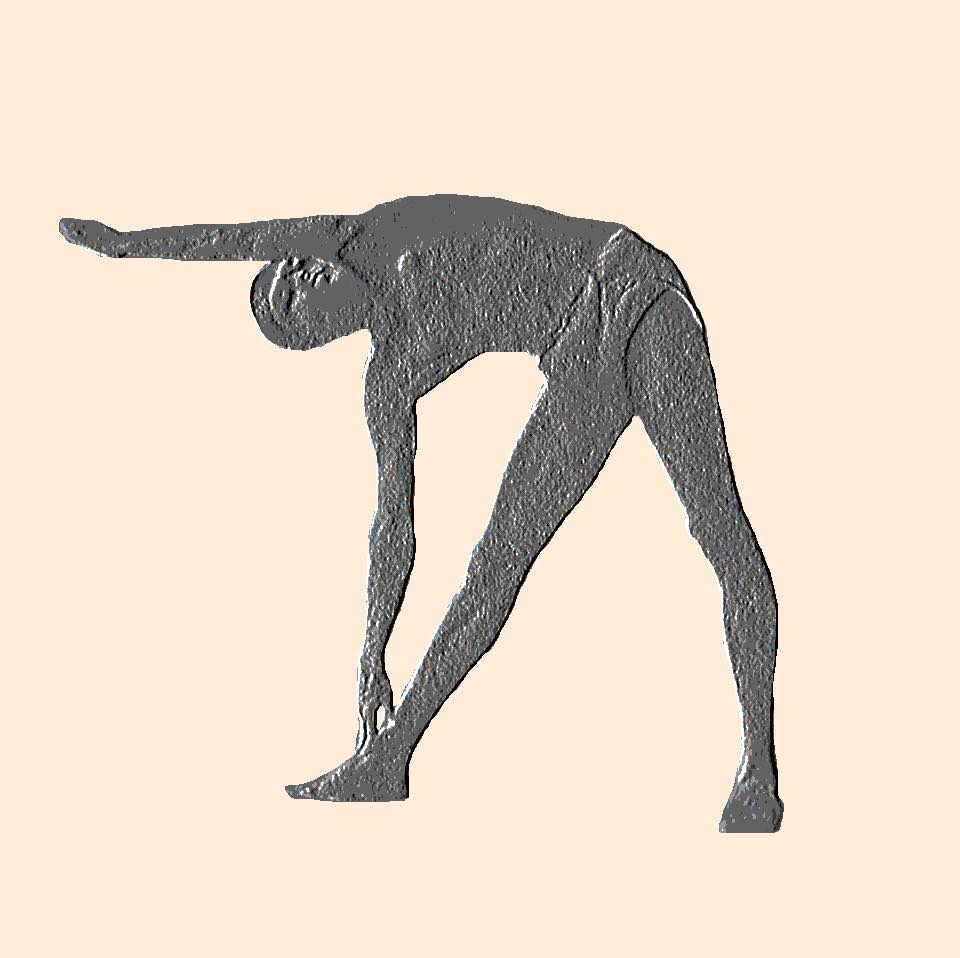
Trikonászana – Háromszögállás
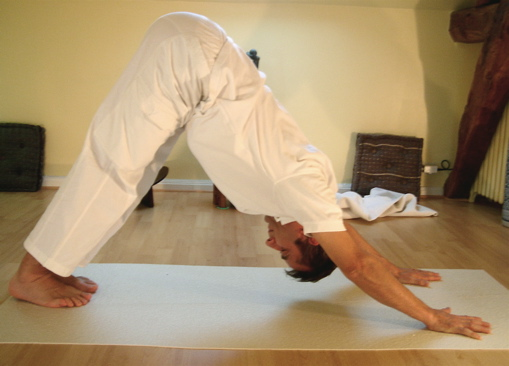
Ardho Mukha Svanászana – Lefelé néző kutyapóz